# Civitella San Paolo
Civitella San Paolo ist eine italienische Gemeinde in der Metropolitanstadt Rom in der Region Latium mit 2011 Einwohnern (Stand 31. Dezember 2023). Sie liegt 48 Kilometer nördlich von Rom.

## Geografie
Civitella San Paolo liegt auf einem Höhenrücken westlich des Tiber.

## Bevölkerungsentwicklung
| Jahr      | 1881 | 1901 | 1921 | 1936 | 1951 | 1971 | 1991 | 2001 |
| --------- | ---- | ---- | ---- | ---- | ---- | ---- | ---- | ---- |
| Einwohner | 1085 | 1442 | 1542 | 1605 | 1695 | 1258 | 1386 | 1547 |

Quelle: ISTAT

## Politik
Francesco Malatesta (Bürgerliste) wurde im Juni 2009 zum Bürgermeister gewählt; er löste Basilio Rocco Stefani ab, der nicht mehr kandidierte. Bei den letzten Wahlen wurde dieser jedoch wieder zum Bürgermeister bestimmt und amtiert seit dem 20. Juni 2016.